# حمیدرضا درخشنده
حمیدرضا درخشنده (زادهٔ تیر ۱۳۵۱– درگذشتهٔ ۶ شهریور ۱۳۹۸)مستندساز، عکاس، فیلم‌بردار و خبرنگار اهل کازرون بود که امام جمعه کازرون،  محمد خرسند را به قتل رساند.
محمد خرسند، امام جمعه کازرون بامداد چهارشنبه هشتم خرداد ۱۳۹۸ به ضرب چاقو کشته شد.
حمیدرضا درخشنده، مبارزه با فساد سیستماتیک اقتصادی و اداری را مهم‌ترین انگیزه این قتل برشمرد.
شامگاه همان روز تیراندازی شدیدی در میدان هلال احمر شهرستان ایذه نزدیک به مصلی ایذه رخ داد و روز بعد نیرو انتظامی از دستگیری شخصی به نام عباس عالی پوران خبر داد که قصد داشت امام جمعه این شهر را به قتل برساند.

## شرح ماجرا
محمد خرسند در سحر روز چهارشنبه ۸ خرداد ۱۳۹۸ ساعت ۳ و نیم بامداد پس از بازگشت از مراسم احیای شب جمعه مقابل خانه اش مورد حمله فردی مسلح به چاقو قرار گرفت و از ناحیه شکم و سینه به شدت مجروح شد. او پس از انتقال به بیمارستان در اثر شدت جراحات مُرد. به گفته شاهدان عینی ضارب که لباس تعزیه به تن داشته ابتدا خواستار عکس یادگاری (سلفی) با امام جمعه کازرون شده و سپس با سلاح سرد به وی حمله کرده و به صورت ناگهانی با چاقو ضربات متعدد به وی وارد کرده و بلافاصله از محل فرار می‌کند.

## نحوه دستگیری
بر اساس فیلم‌های منتشر شده در رسانه‌های ایران، حمید رضا درخشنده در حالی بازداشت شد که با لباس تعزیه در خیابان‌های کازرون در حال عبور بود.

## مرگ
دادگاه این پرونده روز چهارشنبه، ۱۲ تیر و پس از پایان جلسه اول برای حمید رضا درخشنده حکم اعدام صادر کرد و برخلاف رویه عادی بررسی چنین پرونده‌هایی در قوه قضاییه ایران، این حکم در مدت کمتر از دو ماه در دیوان عالی کشور تأیید و اجرا شده است.

## حواشی
درخشنده هرگونه ندامت را رد کرد و حکم اعدام را پذیرفت.
از او در شبکه‌های مجازی به‌عنوان قهرمان و شهید راه آزادی نام می‌برند.
جمهوری اسلامی حتی شعر سنگ‌قبر او را هم تحمل نکرد و دادستان شیراز دستور داد آن شعر پاک شود.
با اینکه قاضی پرونده در جلسات دادگاه دو باربه عدم سو سابقه قاتل اشاره کرده بود، همسر خرسند در برنامه بدون تعارف تلویزیون جمهوری اسلامی ایران، وقایع متناقضی دربارهٔ حادثه شرح داد و با استفاده از عبارت قاتل حرفه‌ای طی مصاحبه سعی در توجیه حکم صادره بدون طی مراحل قانونی کرد.